# Кувакша
Кувакша — река в России, протекает по Наровчатскому району Пензенской области. Устье реки находится в 31 км от устья Сеитьмы по левому берегу. Длина реки составляет 10 км.
Исток реки у села Шадрино в 8 км юго-восточнее села Наровчат. Река течёт на восток, впадает в Сеитьму на границе с Ковылкинским районом Мордовии выше села Старое Дракино.

## Данные водного реестра
По данным государственного водного реестра России относится к Окскому бассейновому округу, водохозяйственный участок реки — Мокша от истока до водомерного поста города Темников, речной подбассейн реки — Мокша. Речной бассейн реки — Ока.
Код объекта в государственном водном реестре — 09010200112110000027476.